# Ratpenat de sacs d'Antioquia
El ratpenat de sacs d'Antioquia (Saccopteryx antioquensis) és una espècie de ratpenat de la família dels embal·lonúrids que viu a Colòmbia.